# Leonhard Ludwig Finke
Leonhard Ludwig Finke, född den 24 oktober 1747 i Westerkappeln, död den 17 januari 1837 i Lingen, var en tysk läkare.
Finke studerade från 1765 vid Joachimsthalgymnasiet i Berlin och därefter medincin i Halle och promoverades 1772 till medicine doktor med avhandlingen De salubritate febrium in morbis chronicis. Han arbetade sedan som förlossningsläkare, först i Lengerich och senare i Kassel. År 1776 blev han Landphysicus och lärare för barnmorskor i Tecklenburg, 1780 utnämndes han till professor i medicin vid det akademiska gymnasiet i Lingen och 1820 pensionerades han. Finke erhöll genom det banbrytande arbetet Versuch einer allgemeinen medicinisch-praktischen Geographie (utkommet i 3 band 1792–1795) en särskild betydelse i medicinens historia. Han stod under inflytande av Johann Peter Frank och uppmuntrades av James Lind. Finke påverkade i sin tur August Hirsch. Finke arbetade även på en aldrig offentliggjord nosologisk atlas. Den byggde på samma principer som Eberhard August Wilhelm von Zimmermanns zoologiska kartor, men innehöll inhemska sjukdomar istället för djur. Hans arbete De morbis biliosis anomalis, occasione epidemiae, cuis historia praemissa est, ab anno 1776-1780 in Comitatu Tecklenburgensi observatis. Accedit duorum infantum mortis causa per anatomen detecta (1780) översattes till franska av Jean Lugol.